# Sh2-36
Sh2-36 est une nébuleuse en émission visible dans la constellation de la Tête du Serpent.
Elle est identifiée dans la partie sud-est de la constellation, à la frontière avec les constellations d'Ophiuchus et de la Balance. Sa faiblesse ne permet pas une observation directe à travers la plupart des instruments amateurs, mais elle peut être vue sur des photographies à longue exposition. Sa position chevauche l'équateur céleste et est donc observable depuis toutes les régions peuplées de la Terre. La période la plus propice à son identification dans le ciel du soir est de mai à septembre.
Sh2-36 est, avec la voisine Sh2-33, l'une des nébuleuses les plus proches du système solaire, étant située à environ 110 pc (∼359 al) de celui-ci. Cette nébuleuse constitue la partie illuminée et ionisée d'un petit nuage sombre appelé MBM 39, un long filament s'étendant du nord-est vers le sud-ouest. Avec le Sh2-33 voisin (lié au MBM 38), il constitue le bord le plus avancé d'une structure de bulles étendue sur environ 5° et centrée à quelques degrés à l'ouest d'eux. Cette bulle serait liée à la région de l'association Antares et se situe à une haute latitude galactique.